# Depotfund von Kyhna

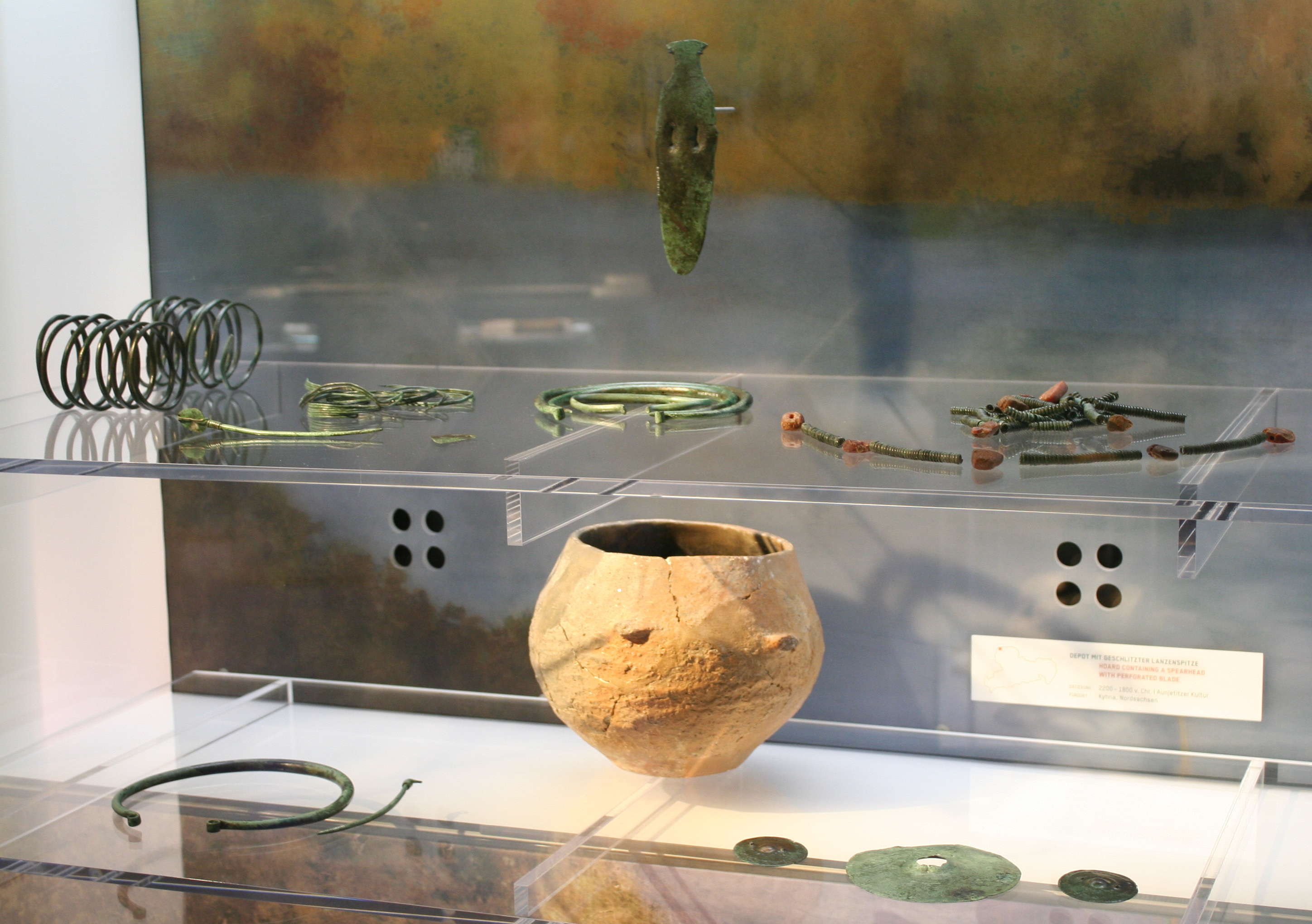
Der Depotfund von Kyhna

Der Depotfund von Kyhna aus Kyhna, einem Ortsteil von Wiedemar im Landkreis Nordsachsen (Sachsen) stammt aus der Bronzezeit (etwa 2100 v. Chr.) und kann der Aunjetitzer Kultur (2300–1550 v. Chr.) zugeordnet werden. Er enthält Schmuckstücke aus Bernstein, vorwiegend aber aus Bronze, darunter Schleifennadeln und eine Art Lanzenspitze.
Die Lanzenspitze nimmt typologisch eine Sonderstellung ein. Sie kann nur mit Funden aus der Ägäis verglichen werden. Metallanalysen ergaben aber, dass die Waffe aus mitteleuropäischem Erz gefertigt wurde.
Im frühbronzezeitlichen Fundbestand dominieren Fahlerzmetalle (Arsen- oder Antimonbronzen). Fahlerzkupfer war in der mitteleuropäischen Frühbronzezeit weit verbreitet. Nickelreiches Fahlerzkupfer ist typisch für die frühen Funde, zu denen neben Kyhna auch Dieskau III, Halle-Giebichenstein und Schollene gehören. Für den Aufschwung der Metallurgie am Beginn der Frühbronzezeit Mitteldeutschlands hat nickelreiches Fahlerzkupfer offensichtlich eine besondere Bedeutung.
Das Depot steht vermutlich mit den wenig entfernt liegenden Kreisgrabenanlagen der späten Jungsteinzeit in Verbindung. Die Gründe für die Niederlegung von Bronzehorten sind unbekannt. Vermutlich handelte es sich um Opfergaben an Gottheiten. Vielleicht haben sie die Besitzer in Kriegszeiten versteckt. In den meisten Fällen sind die niedergelegten Objekte: Geschirr, Schmuck, Werkzeuge oder Waffen mutwillig zerbrochen worden, was hier jedoch nicht der Fall ist.
Der Depotfund aus Kyhna wird im Staatlichen Museum für Archäologie Chemnitz ausgestellt.

Gegenstände aus dem Depot von Kyhna
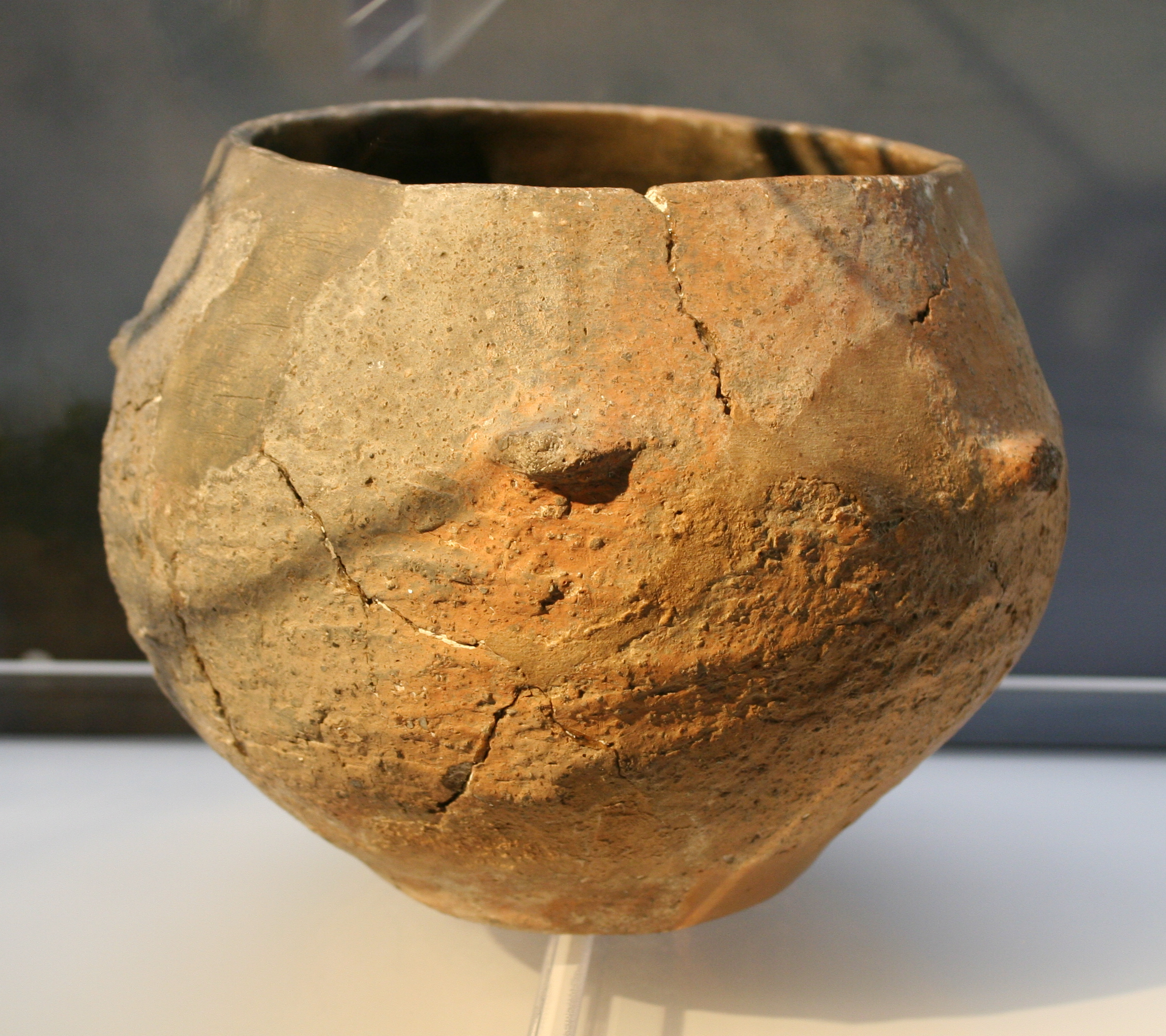
Gefäß
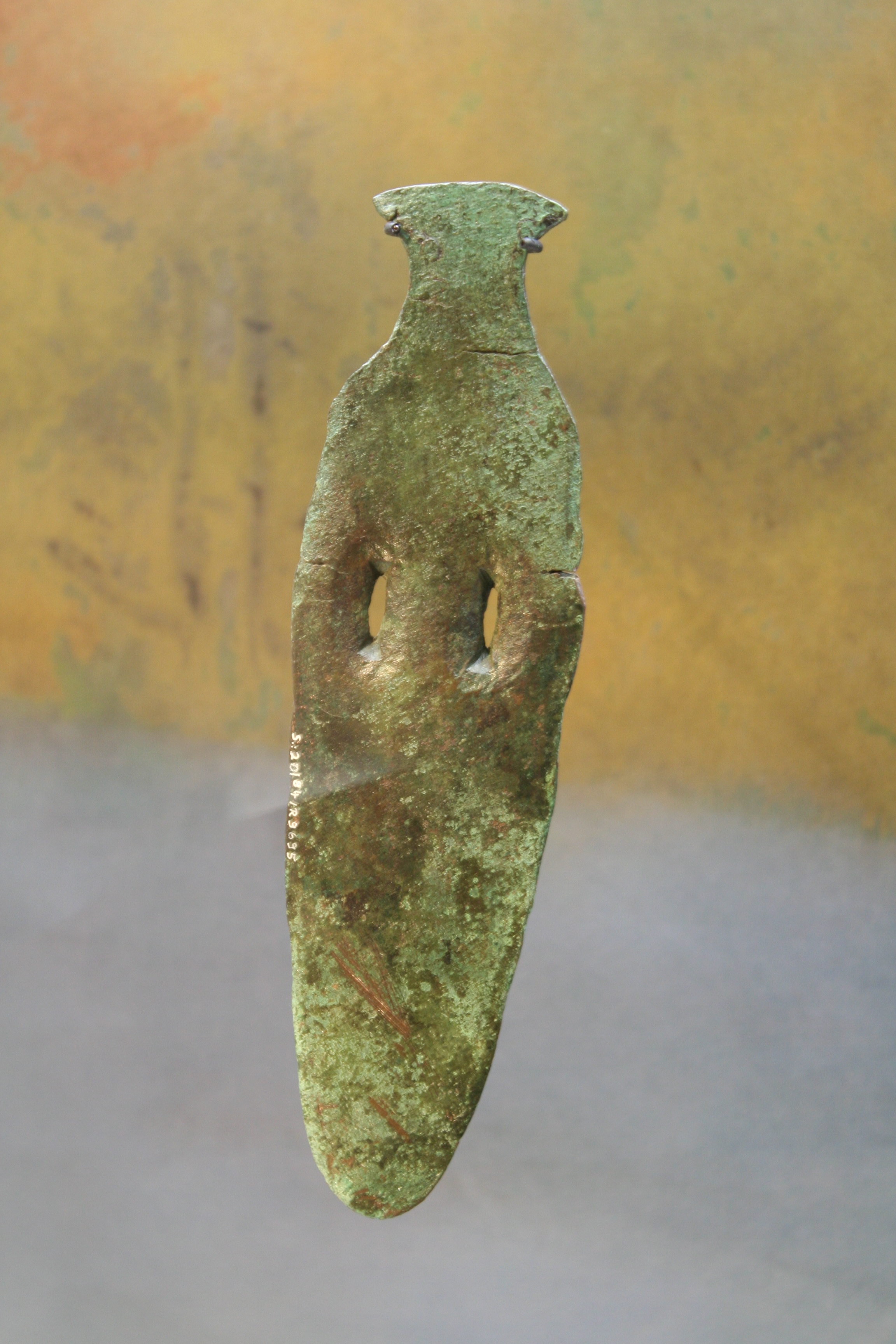
Geschlitzte Lanzenspitze
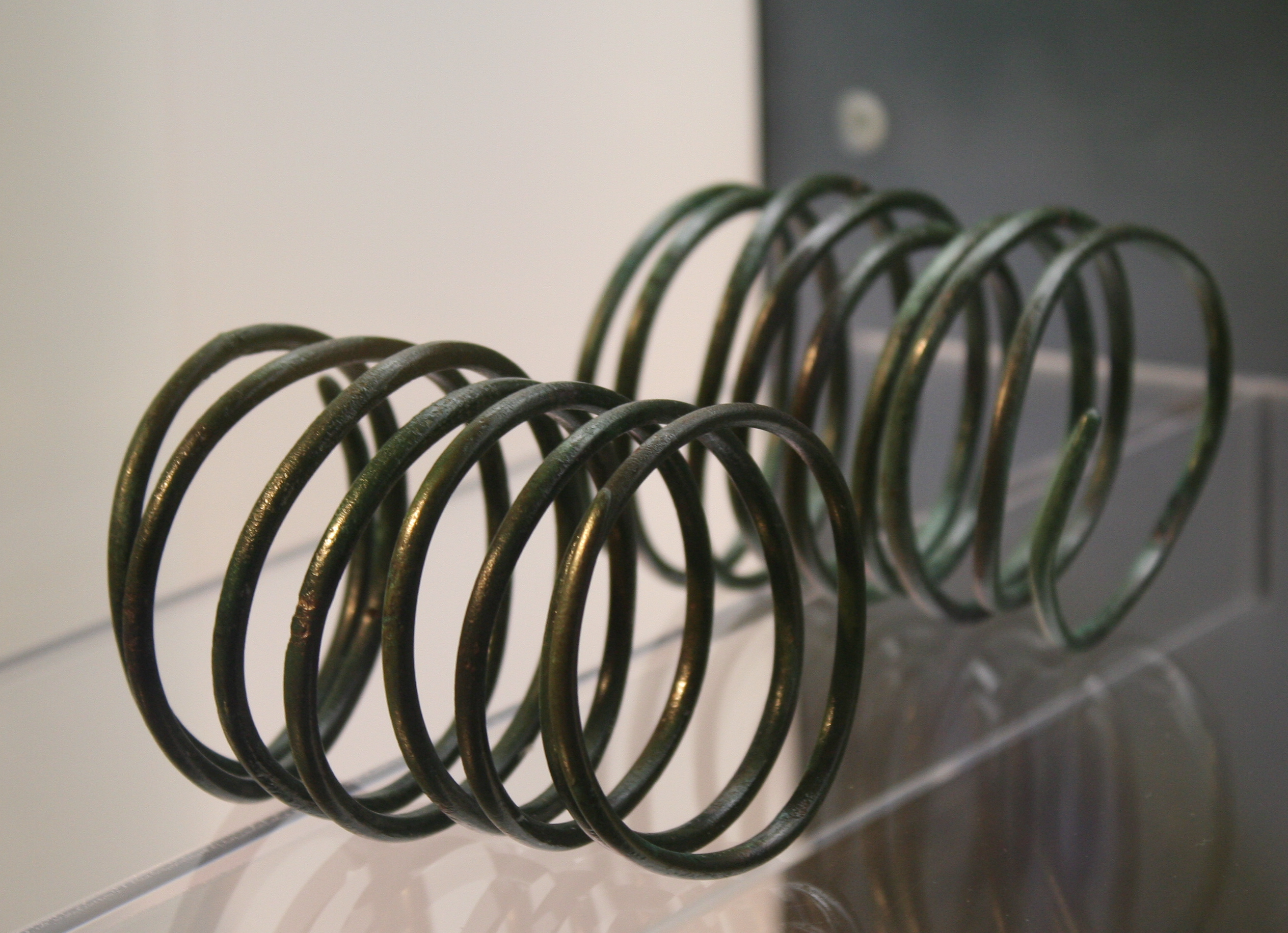
Armspiralen
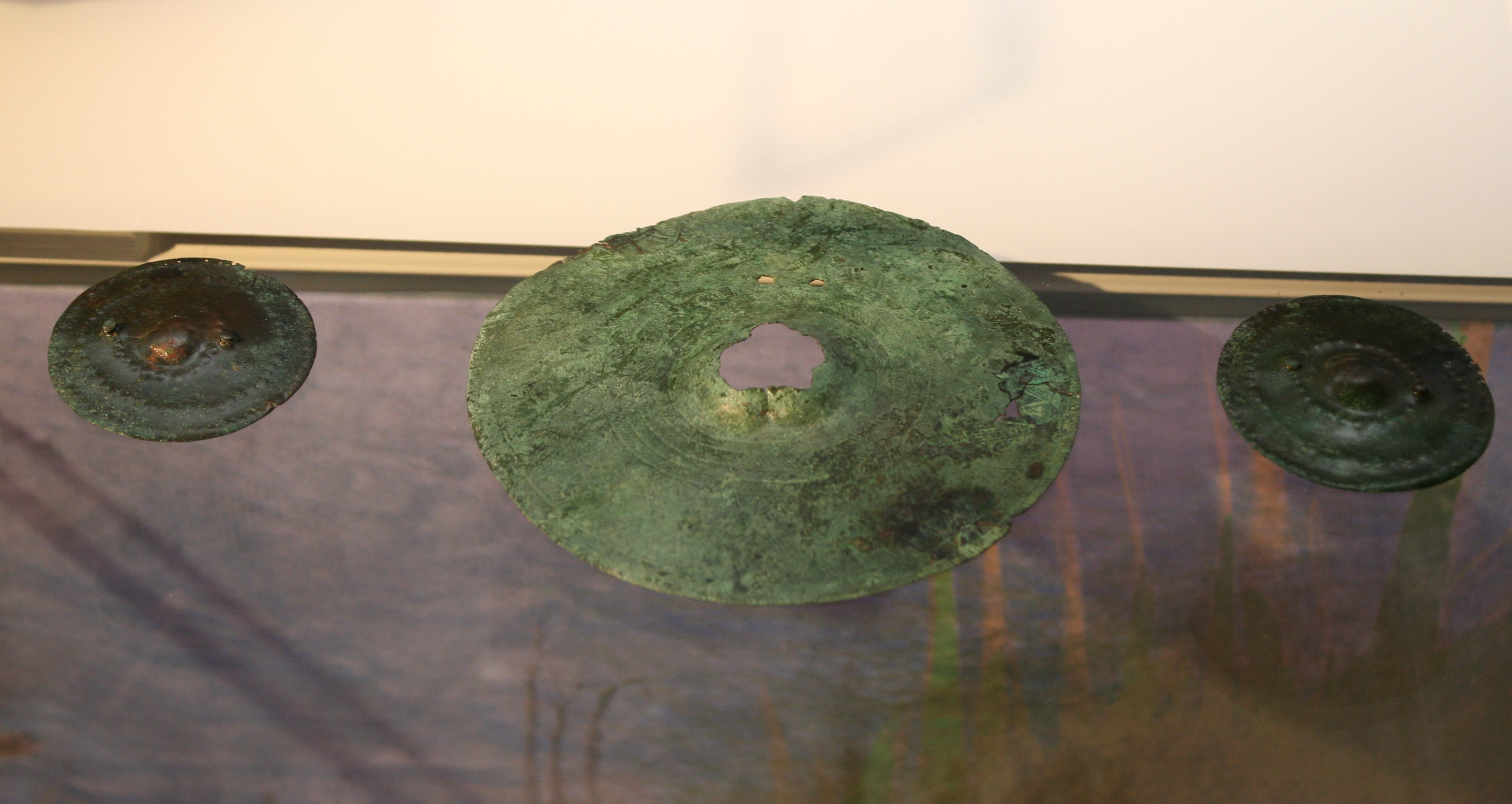
Bronzescheiben
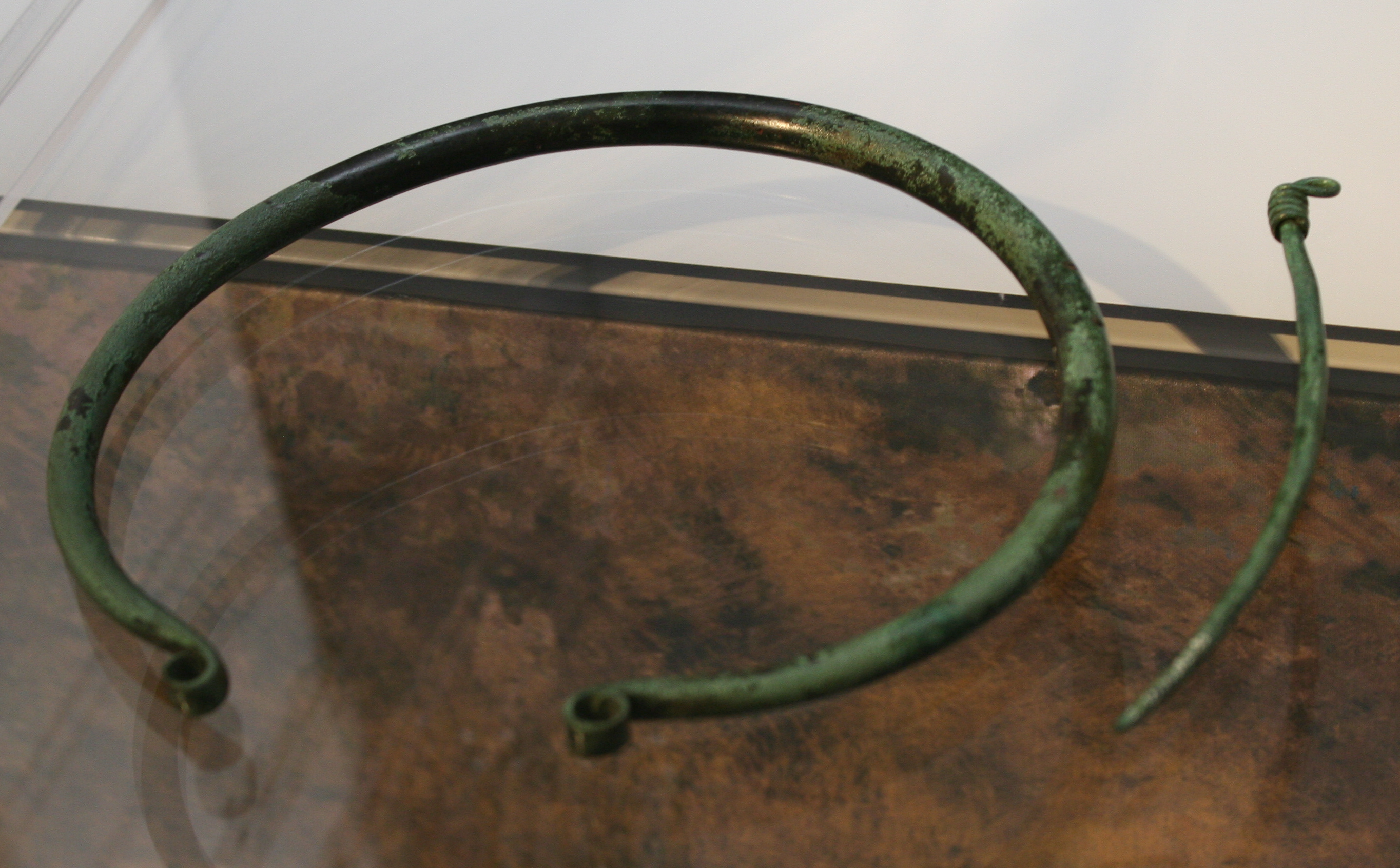
Ösenhalsring und Schleifennadel
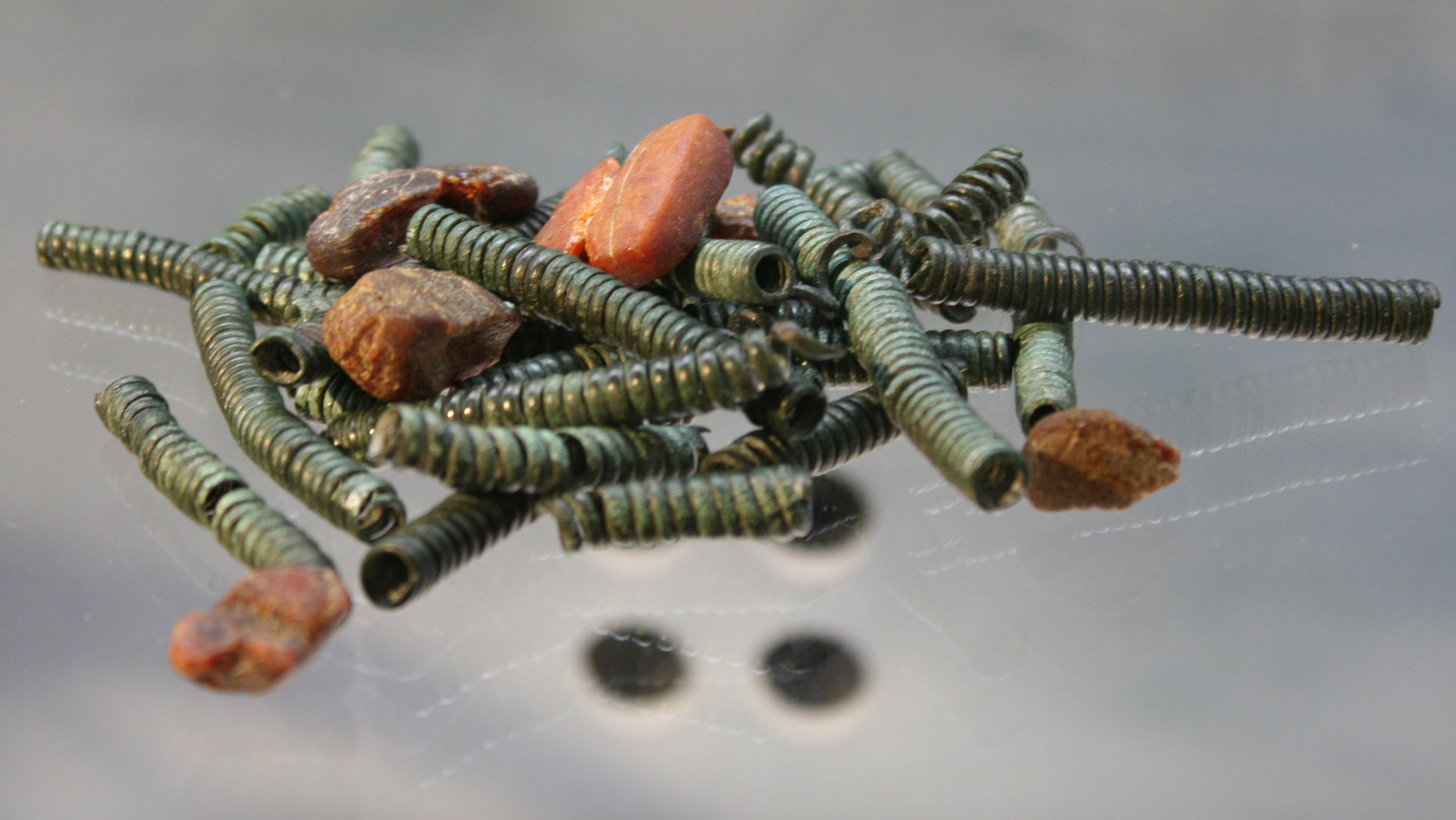
Spiralröllchen und Bernsteinperlen